# 树皮

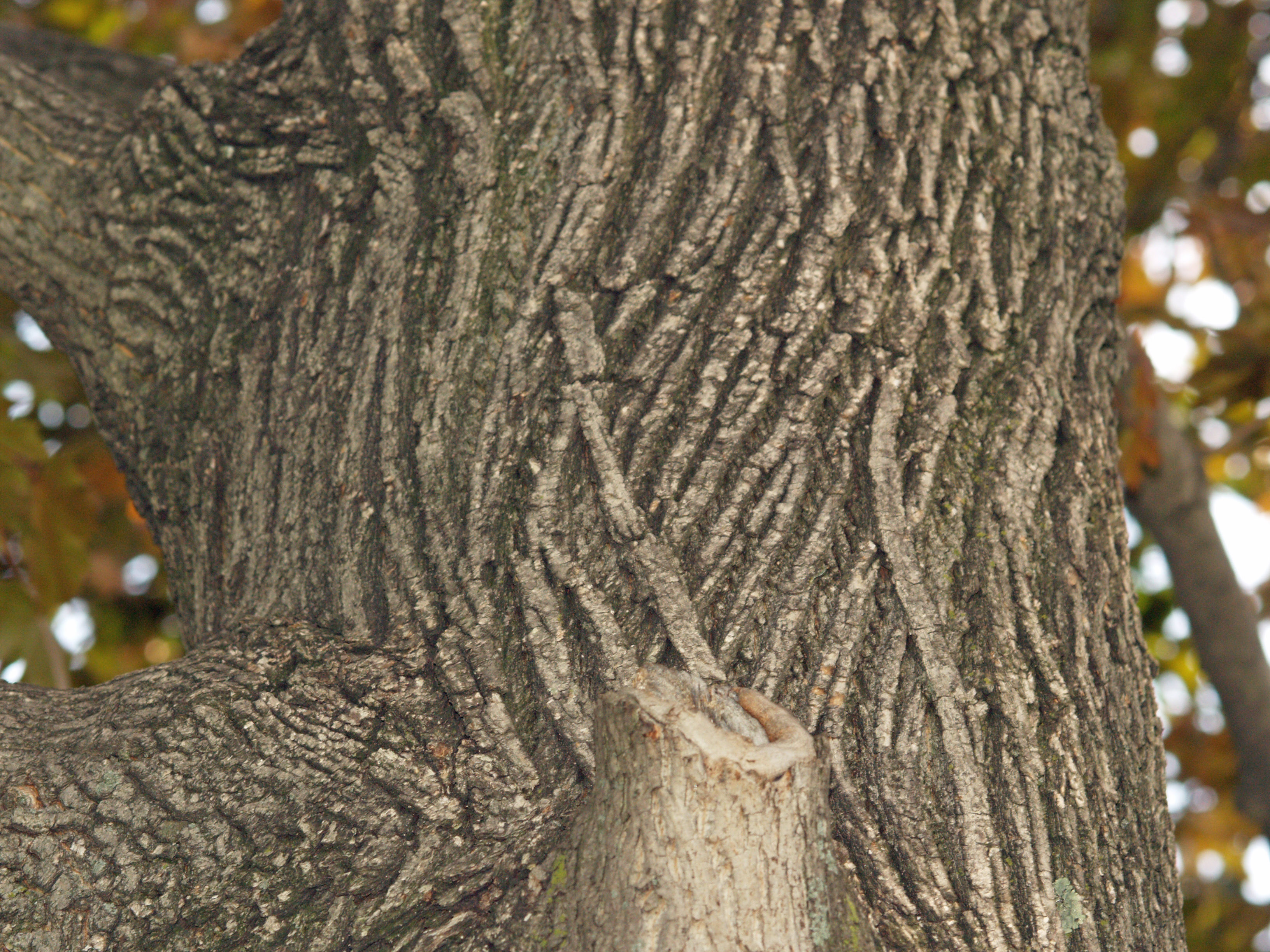
枫树皮

树皮（bark）是木本植物（包括但不限于树）的茎和根最外面的部分。狭义的树皮包括周皮（木栓、木栓形成层和栓内层）以及外围的各种死组织；广义的树皮还包括韧皮部。
有的植物的树皮中含有各种生物碱、单宁、染料和香料等，可以提炼各种药材、毒品、毒药、树脂等，也可以用某些种类的树皮做软木、绳索、织布、造树皮船、绘制树皮画等，或直接用树皮作装饰。

## 結構
由外向內，樹皮可分為表皮、周皮（由木栓、木栓形成層、栓内层组成）、皮层、韧皮部。
- 表皮是树木最外部的死组织，由角质化的细胞组成。
- 周皮是韧皮部和外表皮之间的部分，包括木栓、木栓形成层和栓内层的总称；周皮形成后，表皮常脱落。木栓是树皮外层的主要成分，能隔绝水分和气体通过，对树有保护作用。木栓形成层通常只有一层或两层细胞，是分生生长木栓的组织，向外生长成木栓层，向内形成栓内层，不过在根部的木栓形成层是由中柱鞘转变的。栓内层是木栓形成层向内分化出的一层细胞。
- 皮层具厚角组织和皮层薄壁组织；此层可能在次生生长时减少甚至消失[6]。
- 韧皮部在木质部的树干和周皮之间，是树皮内部输送营养的部分。

随着树皮逐渐生长加厚，外层组织逐渐死亡，狭义的树皮只包括周皮和外部的死组织。

## 应用

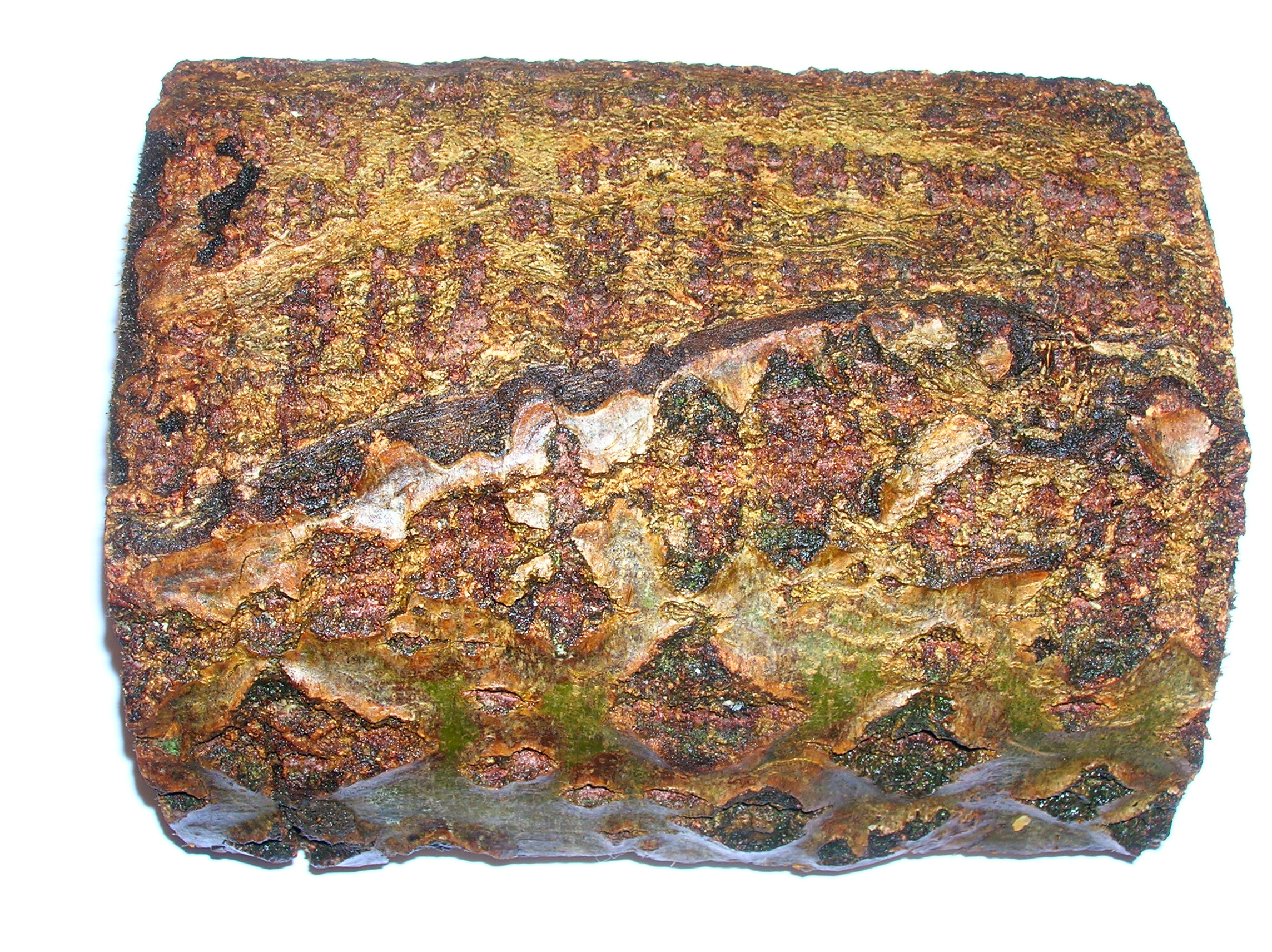
赤杨 (Alnus glutinosa)对受伤树皮的自我修复

树皮的各个部分都有不同的用途，木栓的质地轻、富有弹性、不透水，木栓发达的树种如栓皮栎的树皮，可以用来制作瓶塞、救生圈、隔音板等，在北美洲和中国东北用桦树皮制作小舟和器物。
有些树皮甚至可以食用，最有商业价值的树种是金鸡纳树和肉桂树，可以提炼药物奎宁和香料， 阿司匹林是从柳树皮中提炼的；夏栎（Quercus robur）树皮是揉革用的单宁酸的主要原料；在园艺中，经常用树皮碎屑培育兰花等不能在土壤中生长的附生植物花卉。
许多种类的昆虫、真菌和苔藓，附生在树皮上 。
不同树种的树皮形状、色泽、瘢痕及脱落情况都不相同，树皮可以作为鉴定树木种类、年龄的重要依据。

树木在树皮受伤后，可以自己生长出多余的木栓来修复。

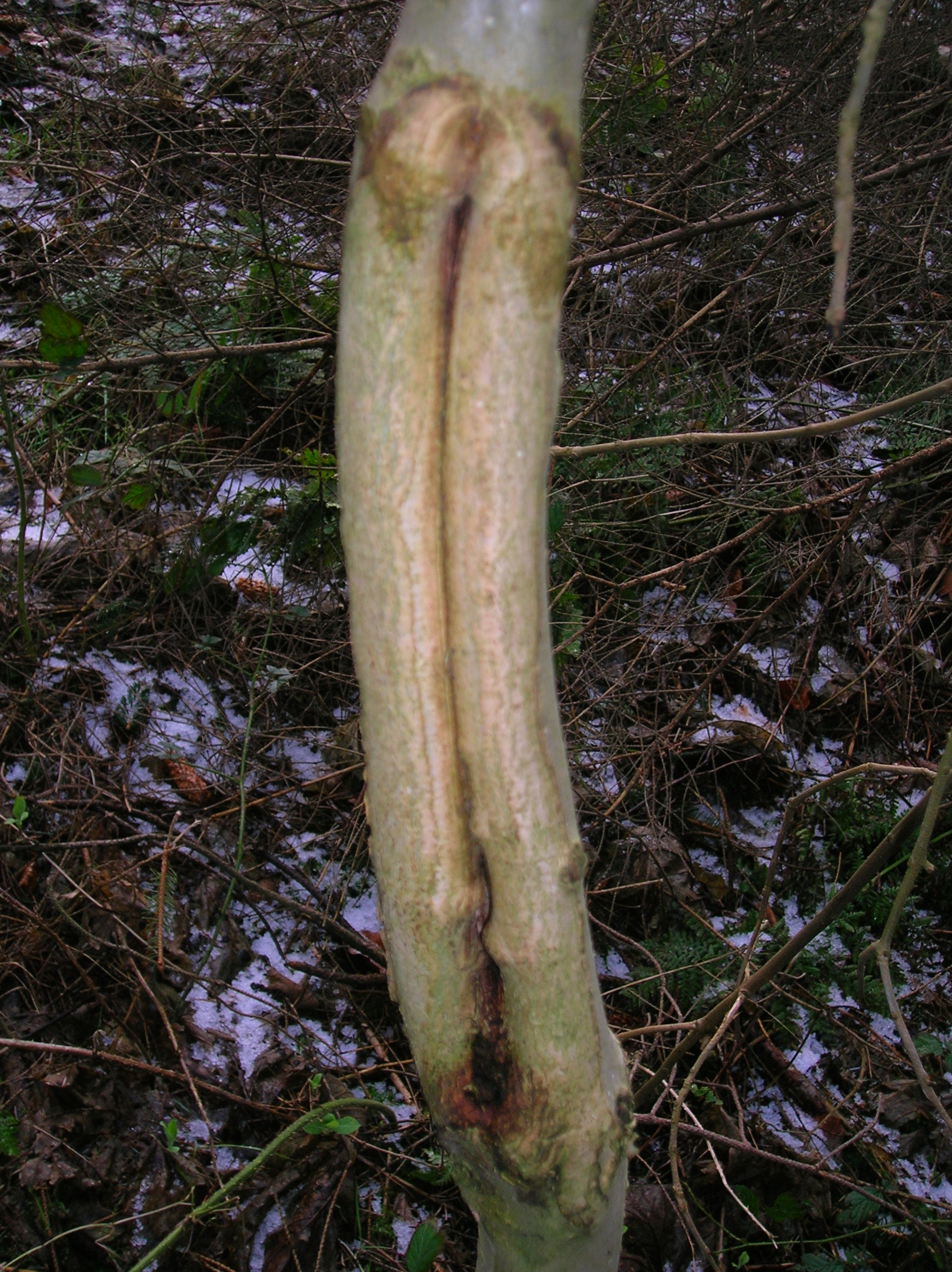
白蜡树修复的瘢痕